# Aeroporto di Agadez-Manu Dayak
L'Aeroporto di Agadez-Manu Dayak (IATA: AJY, ICAO: DRZA) (in francese: Aérodrome Manu Dayak), definito come internazionale dalla ASECNA, è un aeroporto nigerino situato nella parte centrale del Paese nel Deserto del Sahara, nella Regione di Agadez a 1,5 km a sud ovest della cittadina di Agadez, capoluogo della regione.
La struttura è dotata di una pista di asfalto e bitume lunga 3000 m e larga 30 m, l'altitudine è di 506 m, l'orientamento della pista è RWY 07-25 ed è aperta al traffico commerciale 24 ore al giorno.
L'aeroporto è intitolato a Manu Dayak, (1950-1995), uomo politico nigerino e rappresentante dei Tuareg.